# Nové Sady
Nové Sady és un poble i municipi d'Eslovàquia. Es troba a la regió de Nitra, al sud-oest del país. El 2021 tenia 1.296 habitants.

## Demografia
| Godina             | 1994 | 2004    | 2014   | 2024   |
| ------------------ | ---- | ------- | ------ | ------ |
| Nombre de persones | 1992 | 1273    | 1294   | 1312   |
| Diferència         |      | −36,09% | +1,64% | +1,39% |

| Godina             | 2023 | 2024   |
| ------------------ | ---- | ------ |
| Nombre de persones | 1317 | 1312   |
| Diferència         |      | −0,37% |